# Fasciotomia

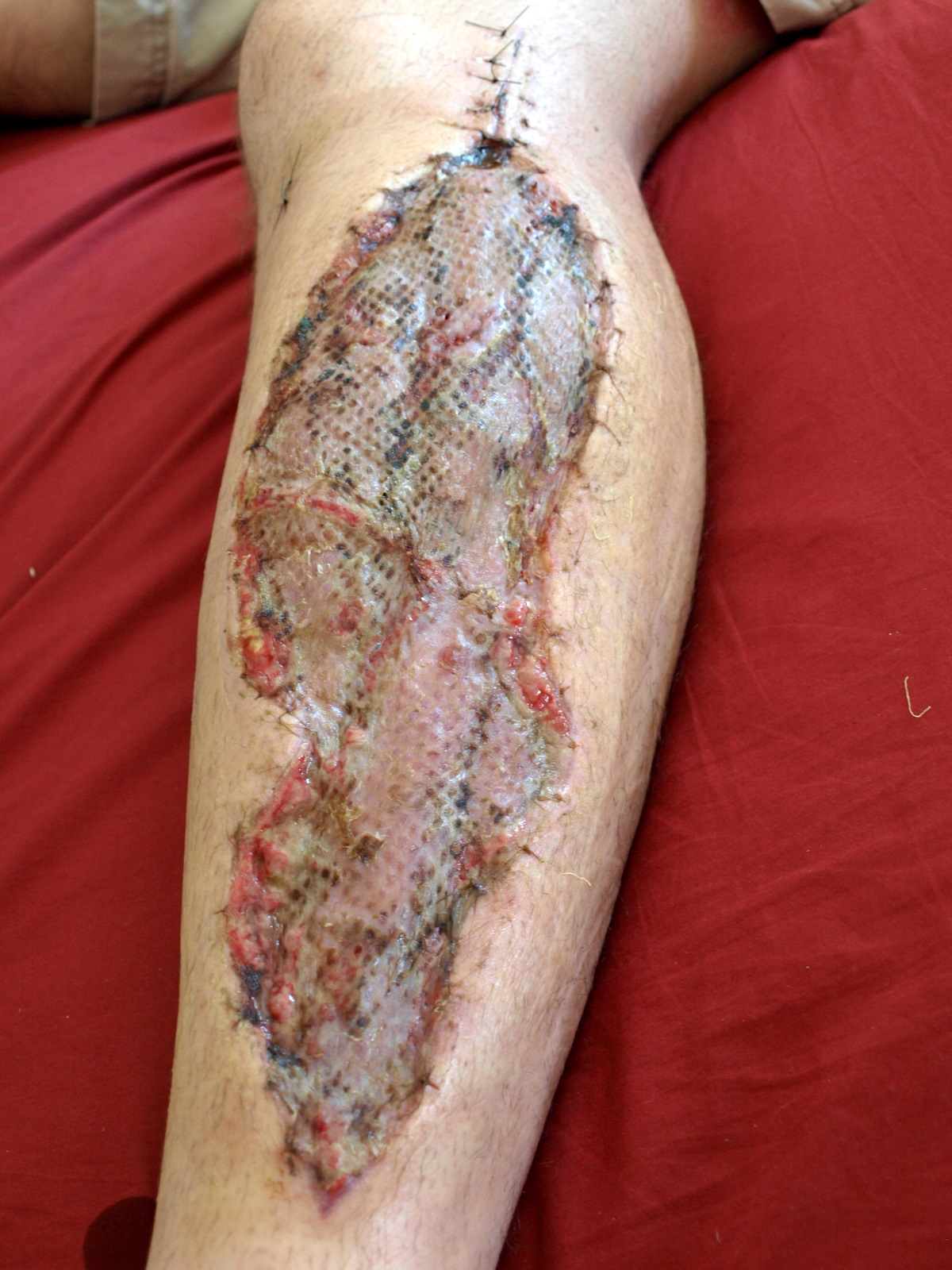

Per fasciotomia in campo medico, è una procedura d'emergenza utilizzata per trattare la sindrome compartimentale che si verifica quando, in un compartimento osseo-fasciale non adattabile, la pressione aumenta e provoca ischemia che porta alla necrosi muscolare e nervosa.
Si verifica più comunemente nel compartimento volare dell'avambraccio, nel compartimento profondo posteriore o anteriore della gamba. Tuttavia, può verificarsi in qualsiasi spazio chiuso in cui il muscolo è circondato da una fascia sostanziale, come ad esempio la mano, il piede, la coscia o glutei.
La sindrome compartimentale viene classificata come acuta o cronica. La sindrome del compartimento acuta spesso segue traumi ad alta energia, fratture, ustioni circonferenziali, lesioni da schiacciamento o un gesso stretto. La sindrome del compartimento cronica si sviluppa con l'eccessivo utilizzo muscolare e si verifica comunemente nella gamba di corridori o personale militare o nell'avambraccio di sollevatori pesi e canottieri. Occasionalmente, la sindrome del compartimento da sforzo acuto può manifestarsi dopo uno sforzo intenso.

## Clinica

### Indicazioni
I segni classici della sindrome da compartimento includono ischemia, dolore sproporzionato all'infortunio, parestesia, pallore, paralisi e dolore al movimento passivo, specialmente durante lo stiramento del compartimento interessato. La discriminazione a due punti può essere utile per determinare l'ischemia nervosa. A seconda del livello di coscienza, dello stato sensoriale e della capacità di comunicazione, questi segni e sintomi possono essere difficili da valutare. In queste circostanze, il monitoraggio delle pressioni nei compartimenti può essere utile.
La misurazione delle pressioni nei compartimenti è possibile attraverso vari metodi, nessuno dei quali ha un solido supporto di prove. Non esiste un accordo universale sulle indicazioni per la fasciotomia d'emergenza. Alcuni istituti intervengono se la differenza tra la pressione nel compartimento e la pressione diastolica è inferiore a 20 mmHg. Allo stesso tempo, alcuni chirurghi intervengono se la pressione nel compartimento è superiore a 30 mmHg in correlazione con i segni clinici.

### Controindicazioni
Non esistono controindicazioni assolute per l'esecuzione di una fasciotomia ed ogni decisione di eseguire una fasciotomia d'emergenza, deve essere ponderata tenendo conto delle condizioni mediche del paziente e dell'infortunio subito. La principale controindicazione relativa all'esecuzione di una fasciotomia è la presentazione ritardata. Se il medico sospetta che la sindrome da compartimento sia presente da più di 12 ore, esiste un potenziale rischio di lesione da riperfusione.
Uno studio ha dimostrato che le fasciotomie eseguite entro 6 ore hanno portato a un recupero quasi completo della funzione dell'arto; le fasciotomie eseguite tra 6 e 12 ore hanno dato luogo a un tasso normale di recupero funzionale del 68%. Tuttavia, le fasciotomie eseguite dopo 12 ore hanno portato solo all'8% dei pazienti che hanno riottenuto una funzione normale dell'arto. Al contrario, uno studio più recente ha rivelato nessuna differenza nel tasso di salvataggio dell'arto quando si confrontavano fasciotomie precoci (<12 ore) con fasciotomie tardive (>12 ore). Il tasso di infezione era significativamente più alto nei pazienti con fasciotomie ritardate. In uno studio del 2008, 336 pazienti in combattimento hanno ricevuto 643 fasciotomie (arto superiore e inferiore inclusi). I pazienti sottoposti a fasciotomia ritardata avevano il doppio del tasso di amputazione e il triplo del tasso di mortalità.
Le considerazioni sul danno irreversibile ai nervi e ai muscoli e sull'alto rischio di infezione cambiano l'analisi rischio-beneficio nella sindrome da compartimento non diagnosticata e annullano la necessità di un intervento chirurgico d'emergenza.

### Complicazioni
A causa della necrosi muscolare, la rabdomiolisi e l'insufficienza renale acuta sono comuni; il trattamento avviene con liquidi per via endovenosa e dialisi.
Le fasciotomie incomplete possono richiedere una revisione della fasciotomia, sia per estendere l'apertura fasciale che per aprire un compartimento trascurato. I compartimenti vengono spesso trascurati quando l'anatomia è fortemente distorta, ad esempio nei casi di traumi ad alta energia o nei pazienti con interventi chirurgici precedenti e cicatrici. In questi pazienti, la mortalità associata è aumentata di 4 volte.
Inoltre, i pazienti sottoposti a fasciotomia ritardata hanno un tasso di amputazione doppio e una mortalità tripla. In alcuni casi, anche con fasciotomie tempestive, l'arto interessato potrebbe non recuperare una funzionalità normale e potrebbe portare a un'amputazione.
Le complicanze della ferita e dell'intervento possono essere le seguenti:
- Necessità di innesti cutanei
- Cicatrici
- Tendini aderenti
- Ernia muscolare
- Ulcerazione ricorrente
- Edema degli arti
- Ferite colorate
- Prurito
- Pelle secca e squamosa
- Sensazione alterata